# James Shaffer
James Christian Shaffer, noto anche con lo pseudonimo di Munky (Rosedale, 6 giugno 1970), è un chitarrista statunitense membro dei Korn.

## Biografia
Inizia a suonare la chitarra per recuperare l'uso della mano dopo un incidente. La prima chitarra l'acquista dall'amico Brian Welch, con cui inizia a suonare. Prima suona nei L.A.P.D. e poi nei Korn.
Registra l'esordio omonimo dei Korn suonando una Fender Telecaster, successivamente acquisterà una Ibanez Universe (modello Steve Vai a 7-corde). Dopo pochi anni, Munky, insieme a Head, avrà il suo modello signature Ibanez K-7, ovviamente 7-corde. Circa un anno dopo l'abbandono di Head, la Ibanez realizza il modello signature di Munky, la Apex, stesse caratteristiche e design della K-7 ma con look diverso.
Durante l'assenza di Welch tra il 2005 e il 2013, Shaffer è divenuto l'unico chitarrista dei Korn: i riff di chitarra dell'album See You on the Other Side sono stati tutti eseguiti da Munky stesso.

## Discografia

### Con i L.A.P.D.
- 1991 – Who's Laughing Now

### Con i Korn
- 1994 – Korn
- 1996 – Life Is Peachy
- 1998 – Follow the Leader
- 1999 – Issues
- 2002 – Untouchables
- 2003 – Take a Look in the Mirror
- 2005 – See You on the Other Side
- 2007 – Untitled
- 2010 – Korn III: Remember Who You Are
- 2011 – The Path of Totality
- 2013 – The Paradigm Shift
- 2016 – The Serenity of Suffering
- 2019 – The Nothing
- 2022 – Requiem

### Collaborazioni
- 1996 – AA.VV. – Ibanez Neo Classic (chitarra in Church, Overblown, V8 e Slap Back)
- 1991 – KCUF – Modern Primitive Punk (chitarra in Deadlights)
- 2009 – AA.VV. – A Song for Chi (singolo) (chitarra)
- 2019 – Suicideboys – Live Fast Die Whenever (chitarra in Killing 2 Birds with 22 Stones, Don't Trust Anyone! e Individuality Was So Last Year)